# 冈纳赛德
冈纳赛德（Gunnerside）是英格兰北约克郡约克郡谷地的一个村庄。 冈纳赛德的名字来源于古挪威人所取的名字Gunnar和sætr，意思是山丘或牧场。冈纳赛德境內有卫理公会教堂、邮局和铁匠铺/博物馆。小教堂始建于1789年，但于1866年重建。该教堂现已列为登錄建築 。